# Plochá Země

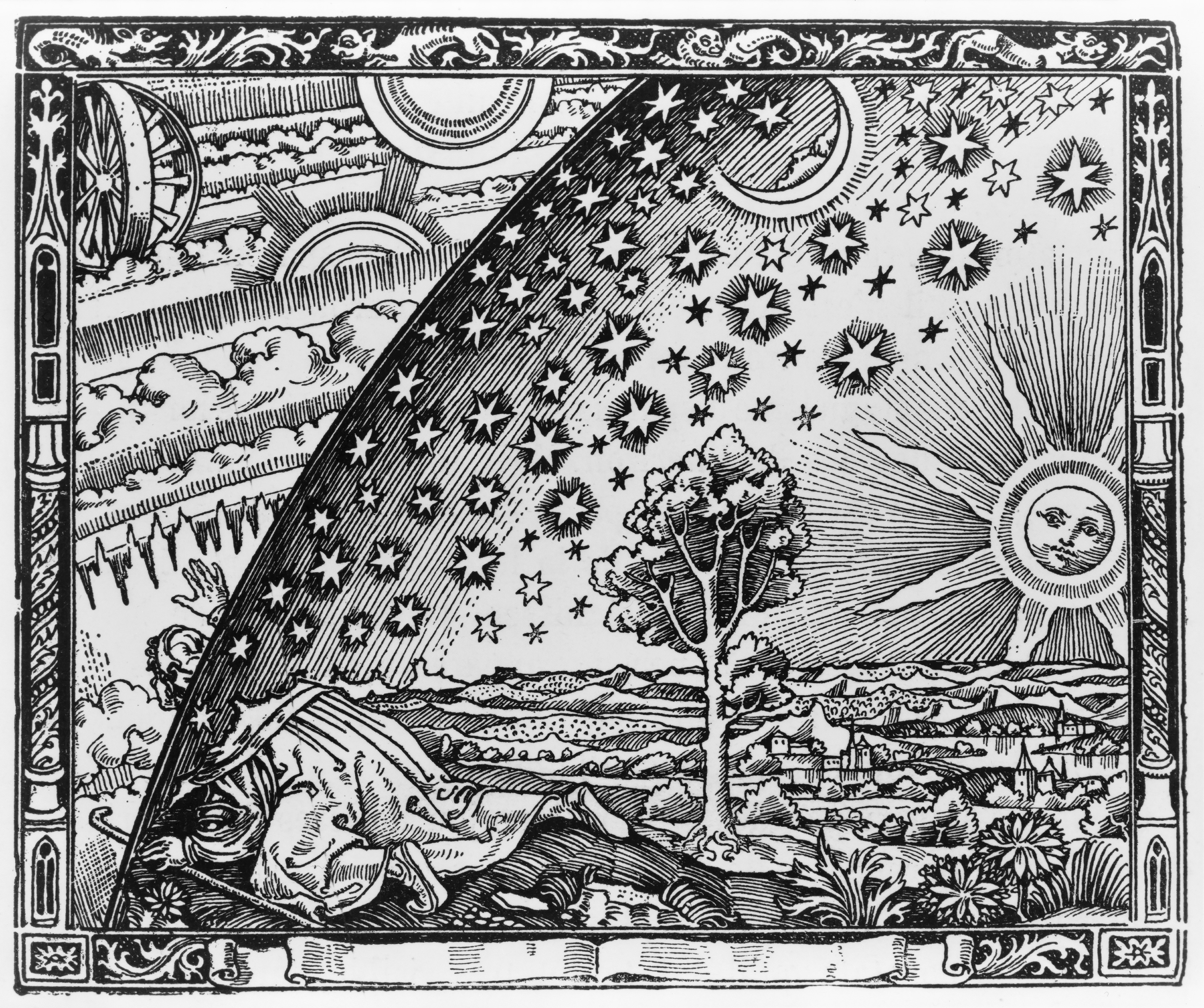
Tzv. Flammarionův dřevoryt (Paříž 1888), zobrazující poutníka na okraji světa

Plochá Země je vyvrácená kosmologická hypotéza, podle níž Země není koule, ale rovinatá plocha. Představa Země jako planety nebo vůbec vesmírného tělesa nebývá přítomná. Lidé původně nevěděli o gravitaci, setrvačnosti a mechanice pohybu kosmických těles. Vycházeli pouze z pozorování, jemuž se jeví Země jako plochá a nehybná, zatímco Slunce, Měsíc, hvězdy a planety se pohybují po nebeské klenbě. Tento náhled byl vlastní mnoha starověkým kulturám, v antice byl ale nahrazen vědeckým konsenzem geocentrickým systémem s kulovou Zemí. 

## Starověké civilizace
Plochá Země měla v podání starověkých mýtů tvar kola, oválu nebo obdélníku, plovoucího na vodě nebo podpíraného posvátnými zvířaty, např. slony či želvami. Tato koncepce byla typická pro civilizace starověkého Orientu. Hinduismus založil svůj obraz světa na znázornění různých zemí obklopujících posvátnou horu Méru jako okvětní plátky, čínská mytologie znázorňovala svět jako čtverec s Čínou uprostřed, krytý oblohou jako polokoulí. Z představy plochého světa rozděleného podle světových stran vycházely i civilizace předkolumbovské Ameriky, severská mytologie interpretovala Midgard (svět obydlený lidmi) jako disk, kterým prorůstá posvátný strom Yggdrasil coby osa spojující všechny úrovně vesmíru.

## Antika

Hekataiova mapa světa (6. století př. n. l.)

Ve starověkém Řecku zobrazovali svět jako desku obklopenou oceánem předsokratovští filosofové Thales z Milétu a Anaximenés, který napsal: „Země je plochá, vznáší se na vzduchu a podobně též Slunce, Měsíc i všechna ostatní tělesa nebeská, jež jsou ohnivá, vznášejí se na vzduchu pro svoji plochost.“ Středem kruhového světa byl pro Řeky omfalos v Delfách. S myšlenkou sférického tvaru Země přišel jako první v 5. století př. n. l. pythagoreismus a názor se v helénistickém období obecně prosadil. Aristoteles uvedl mezi důkazy zatmění Měsíce, při němž Země vrhá kruhový stín a posouvání hvězdného nebe při cestování na větší vzdálenosti. Poloměr Země byl několikrát změřen s výsledkem podobným moderní hodnotě. Klaudios Ptolemaios vycházel z kulatosti zemského povrchu při sestavování svých map i geocentrického systému, počítal také s pravděpodobnou existencí protinožců. Předkládané důkazy o kulatosti Země přijímali a považovali za správné také židovští pisatelé Talmudu.

## Pozdní antika a středověk

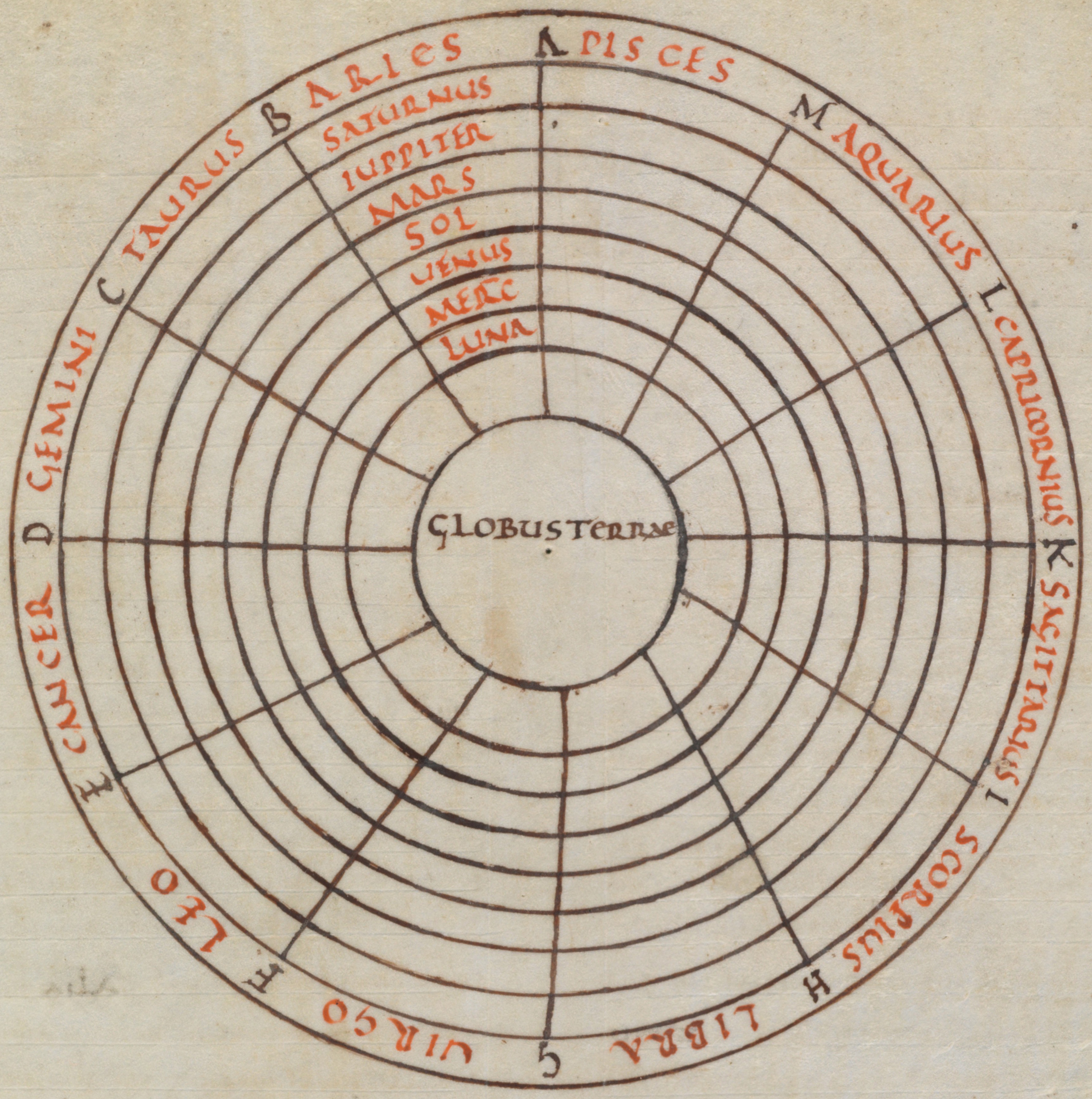
Makrobiánské schéma kosmu z 9. století se zvěrokruhem, sedmi planetami včetně Slunce a Měsíce a zemským globem uprostřed

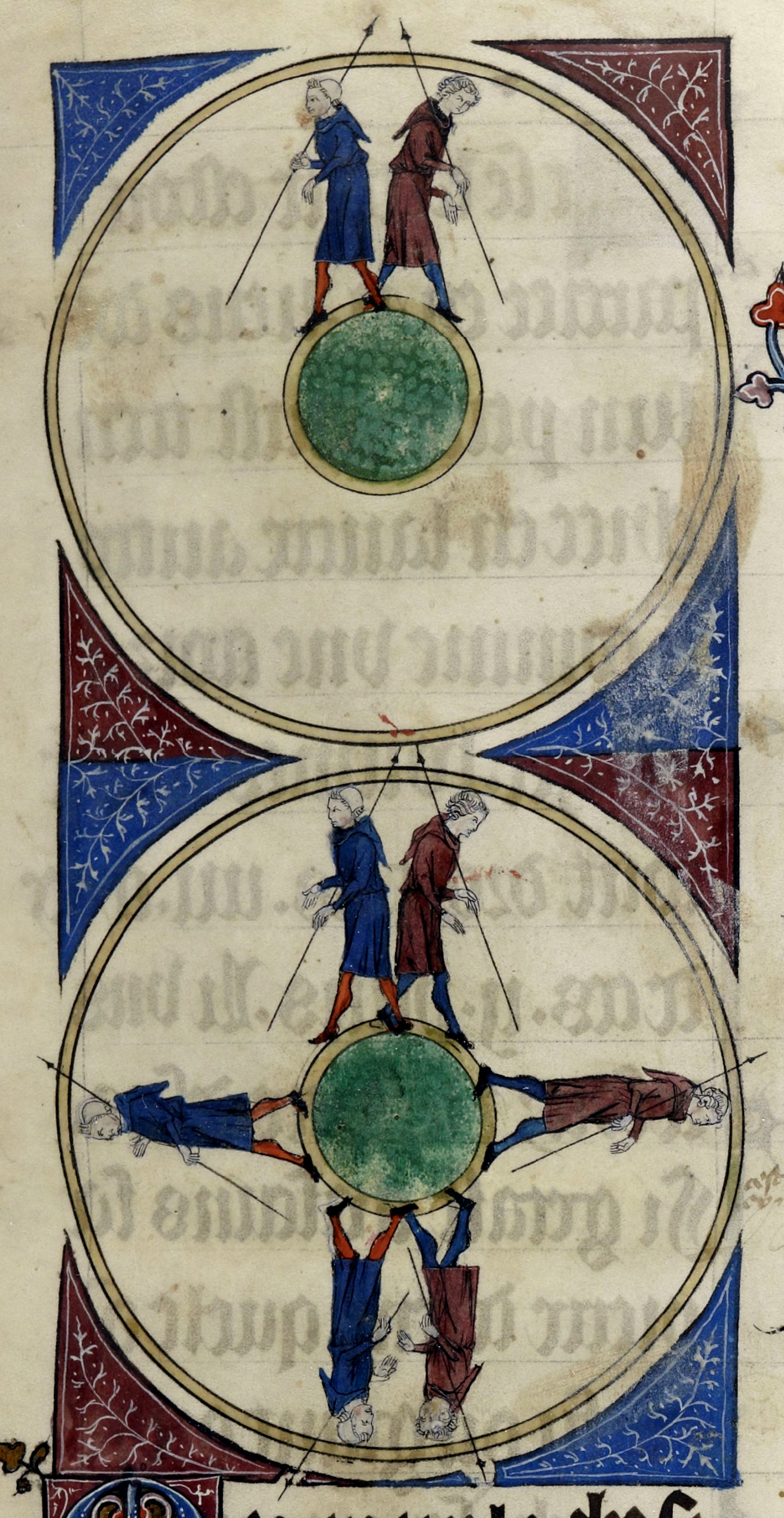
Zeměkoule na ilustraci ke spisu Gautiera z Mét (1245)

Církevní otcové křesťanství běžně představu kulaté země neoznačovali za problematickou. Výjimečně ji ale někteří odmítali, především šlo o antiochijskou teologickou školu, která na západní (latinské) myšlení v této oblasti neměla velký vliv. Obě strany si po svém interpretovaly biblické texty. Častěji bylo ale zpochybňováno osídlení nebo vůbec obyvatelnost jižní polokoule a existenci jižního kontinentu. Například církevní otec Lactantius počátkem 4. století prohlásil: „Může být vůbec někdo tak pošetilý, aby věřil, že existují lidé, jejichž nohy jsou výše než hlava, nebo místa, kde věci visí směrem vzhůru, stromy rostou dolů či kapky deště padají nahoru?“ Isidor ze Sevilly Zemi zobrazoval ve formě T mapy, tedy jako kruh rozdělený Středozemním mořem, Donem a Nilem na tři kontinenty, odpovídající rozdělení světa mezi Noemovy syny, s Jeruzalémem uprostřed a rájem na východním konci světa, přičemž se jako první po delší době pokusil vypočítat délku rovníku. Křesťanství popřelo souvislost mezi nebeskými sférami a jejich planetami s (antickými) božstvy a prohlásilo je za pouhé Boží stvoření. Zároveň byl kalendář pro tehdejší dobu již uspokojivě vyřešen. Tím astronomie ztratila na zajímavosti a spolu s jejím mizením bledla i povědomost o kulatosti Země. Při stěhování národů nabývali v Evropě na významu Germáni a Slované s vlastními ústně předávanými mýty, které řeckou myšlenku o kulové Zemi neobsahovaly. Severská kosmologická představa zahrnovala plochou zemi obkrouženou oceánem a uprostřed protknutou osou světa v podobě sloupu Irminsulu nebo světového stromu Yggdrasilu. Na Blízkém východě zas přišel Kosmas Indikopleustés s představou Země jako dna truhly s vysokou horou, za kterou zapadá Slunce, ale jeho učení nebylo známé (první překlad do latiny byl pořízen až začátkem 18. stol.) a není dodnes zcela jasné, jak moc vážně své dílo myslel. Ve středověku nikdo kulatost Země aktivně nezpochybňoval, na konci středověku začaly hromadně vznikat glóby, symbolem panovnické moci se stalo královské jablko. Na křesťanských univerzitách se běžně v rámci sedmi svobodných umění vyučovala astronomie podle Ptolemaiova modelu, každý absolvent tedy o kulatosti země věděl. (Kryštof Kolumbus tedy již nemusel bojovat s představou, že v Atlantiku končí svět, ale s praktickými pochybnostmi, zda jsou tehdejší plavidla schopna západní cestou do Asie doplout). Z civilizovaných zemí se víra v plochost Země nejdéle dochovala v Číně, kde ji v průběhu 17. století vyvrátila mise Mattea Ricciho.

## Novověk a současnost

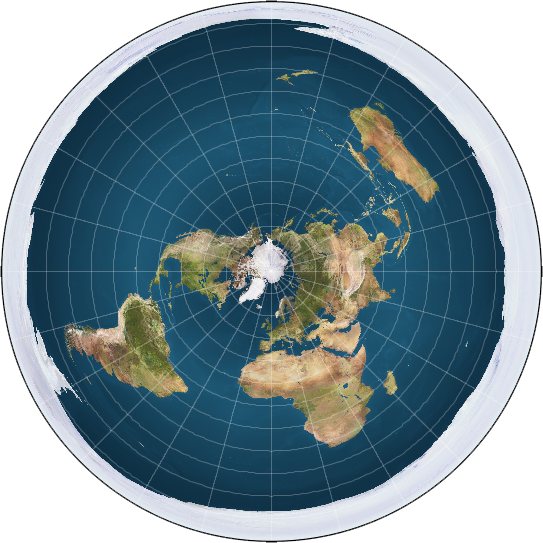
Novodobá představa ploché Země

V moderní době se objevují teorie o ploché Zemi, mainstreamem řazené mezi pseudovědu. Jejich průkopníkem byl Američan Samuel Rowbotham, který roku 1849 publikoval spis Zetetická astronomie, v němž popsal Zemi jako disk se středem na severním pólu, na okrajích obklopený obrovskou ledovou hradbou známou jako Antarktida. V té době ještě nikdo nedosáhl jižního pólu a proto tento autor navrhoval, že by Země mohla být teoreticky plochá. Slunce je žhavá koule o průměru okolo padesáti kilometrů, putující po nebi a osvětlující příslušnou část Země. K Rowbothamovu odkazu se hlásí Flat Earth Society, kterou založil roku 1956 v Doveru písmomalíř Samuel Shenton. Podle ní jsou všechny snímky zeměkoule z vesmíru podvrhy, kterými se vědecká lobby snaží získat financování pro svůj výzkum: jde tedy o případ konspirační teorie. O aktuálnosti tématu svědčí diskuse, kterou vyvolal v roce 2016 rapper B.o.B svým twitterovým příspěvkem, vyjadřujícím víru v plochost Země.
V souvislosti s Flat Earth Society položil Elon Musk otázku, proč by Země měla být jedinou plochou planetou ve vesmíru a proč neexistuje například Flat Mars Society. Zástupci Flat Earth Society na to reagovali, že je to proto, že Mars byl na rozdíl od Země pozorován jako kulatý, ovšem na obrázek Země otáčející se okolo svojí osy reagovali konstatováním, že je pravděpodobné, že fotografie Země jsou výmysly.

### Česko a Slovensko
- V roce 2017 vedl astronom a astrofyzik Jiří Grygar v Českém rozhlase debatu se zastáncem hypotézy ploché země.[12]
- Generální tajemník služebního úřadu slovenského ministerstva kultury Lukáš Machala odpověděl v roce 2024 na otázku, zda je Země kulatá, nebo placatá: „Je podložené, že je kulatá? Byli jste ve vesmíru? Nebyli, já také ne. Nevím,“ prohlásil. Možný kandidát na ředitele slovenské televize svým výrokem opět prohloubil obavy některých Slováků, že vedení nového veřejnoprávního média STVR se ve svém obsahu nebude bránit nejrůznějším konspiračním teoriím a nepodloženým informacím.[13]
- Z průzkumu MNFORCE - Market Research Agency z března 2024 na reprezentativním vzorku 1000 + 1000 respondentů z populace ČR a SR nad 18 let vyplynulo, že si 3 % Čechů myslí, že Země je plochá, zatímco na Slovensku to je až 20 % populace.[14] (Server Manipulátoři.cz k tomu ale uvádí, že společnost MNFORCE sice prohlašuje, že vzorek populace je reprezentativní, ale že průzkum byl proveden formou internetových dotazníků a jeho účastníci byli lákáni různými odměnami.[15])

## Náboženský rozměr
Některá nová náboženská hnutí se kloní k názoru o ploché Zemi.

## Fikce
Ohlasem představ o ploché Zemi v beletrii jsou romány Edwina Abbotta Abbotta Plochozemě.
V sérii humorných fantasy románů Terryho Pratcheta je děj zasazen na povrch plochého světa Zeměplochy neseného obří želvou.